# Égriselles-le-Bocage
Égriselles-le-Bocage este o comună în departamentul Yonne, Franța. În 2009 avea o populație de 1,229 de locuitori.

## Evoluția populației
| An        | 1975 | 1982 | 1990 | 1999 | 2006  | 2009  |
| --------- | ---- | ---- | ---- | ---- | ----- | ----- |
| Populație | 593  | 640  | 768  | 964  | 1,202 | 1,229 |